# Sigrid Olsen hjemmebager
|  | Denne artikel er oprettet af botten Steenthbot ud fra en ekstern database. Den kan derfor have sproglige fejl eller mangler. Denne skabelon kan fjernes efter kontrol af indholdet. |

Sigrid Olsen hjemmebager er en dansk dokumentarfilm fra 1981 instrueret af Katia Forbert Petersen og Lars Becker-Larsen.

## Handling
En dag i hjemmebageriet Karen Maren Mette på Jægersborg Allé 6. Sigrid Olsen fortæller.